# Volme
Volme er en flod i Nordrhein-Westfalen i Tyskland. Volme er en af Ruhrs sidefloder fra venstre. Floden er 50 km lang. De 21 km ligger indenfor Hagens bygrænse. Volme har sit udspring 480 meter over havet i den sydøstlige del af Ruhrområdet. Floden løber gennem kommunerne Meinerzhagen og Hagen. 91 meter over havet munder floden ud i Ruhr. I byen Hagen er Volme stort set kanaliseret. 
Kort før udløbet i Ruhr bliver Volme forenet med floden Ennepe.
51°05′58″N 7°39′51″Ø / 51.0994°N 7.6642°Ø